# Cartonema tenue
Cartonema tenue là một loài thực vật có hoa trong họ Commelinaceae. Loài này được Caruel mô tả khoa học đầu tiên năm 1879.